# Armenische Fußballnationalmannschaft der Frauen
Die armenische Fußballnationalmannschaft der Frauen repräsentiert Armenien im internationalen Frauenfußball. Die Auswahl ist dem armenischen Verband unterstellt.
Die armenische Nationalmannschaft konnte sich bisher noch nie für ein großes Turnier qualifizieren. Im europäischen Vergleich gehört die armenische Auswahl zu den schwächsten Mannschaften. Die beste Platzierung in der FIFA-Weltrangliste war Platz 83 im Oktober 2003. Bisher erreichte die Mannschaft lediglich je zwei 1:0 und 2:1 Siege gegen Lettland, Estland, Malta und die Färöer. Beim EM-Qualifikationsspiel am 1. April 2012 gelangen der Mannschaft beim 2:4 gegen Österreich erstmals zwei Tore gegen eine Mannschaft aus den Top 50 der FIFA-Weltrangliste. Am 25. November 2021 verloren die Armenierinnen mit 0:19 gegen Belgien – zu dem Zeitpunkt die höchste Niederlage einer europäischen Mannschaft, die aber fünf Tage später nach einer 0:20-Niederlage von Lettland gegen England nur noch die zweithöchste Niederlage ist.

## Turnierbilanz

### Weltmeisterschaften
| - 1991: Keine Teilnahme, da Teil der Sowjetunion, die aber auch nicht teilnahm - 1995: nicht teilgenommen (1. Spiel erst 2003) - 1999: nicht teilgenommen (1. Spiel erst 2003) - 2003: nicht teilgenommen (1. Spiel erst nach Ende der Qualifikation) - 2007: nicht teilgenommen - 2011: nicht qualifiziert - 2015: nicht teilgenommen - 2019: nicht teilgenommen - 2023: nicht qualifiziert |

### Europameisterschaften
| - 1984 – 1991: Keine Teilnahme, da Teil der Sowjetunion, die aber auch nicht teilnahm - 1993: nicht teilgenommen (1. Spiel erst 2003) - 1995: nicht teilgenommen (1. Spiel erst 2003) - 1997: nicht teilgenommen (1. Spiel erst 2003) - 2001: nicht teilgenommen (1. Spiel erst 2003) - 2005: nicht qualifiziert - 2009: nicht qualifiziert - 2013: nicht qualifiziert - 2017: nicht teilgenommen - 2022: nicht teilgenommen - 2025: nicht qualifiziert |

### Olympische Spiele
Die Qualifikation erfolgte bis 2020 über die WM-Endrunde, ab 2024 über die UEFA Women’s Nations League.
| - 1996: nicht teilgenommen (1. Spiel erst 2003) - 2000: nicht teilgenommen (1. Spiel erst 2003) - 2004: nicht teilgenommen - 2008: nicht teilgenommen | - 2012: nicht qualifiziert - 2016: nicht teilgenommen - 2020: nicht teilgenommen - 2024: Keine Möglichkeit sich zu qualifizieren |

### Nations League
- 2023/24: Liga C4 – 4. Platz, Verbleib in Liga C für die Qualifikation zur EM 2025
- 2025: Liga C3 – 3. Platz, Verbleib in Liga C für die Qualifikation zur WM 2027

## Spiele gegen Nationalmannschaften deutschsprachiger Länder
Alle Ergebnisse aus armenischer Sicht.

### Deutschland
Bisher gab es noch keine Spiele gegen die deutsche Nationalmannschaft.

### Schweiz
Bisher gab es noch keine Spiele gegen die Schweizer Nationalmannschaft.

### Liechtenstein
In der UEFA Women’s Nations League 2025 wurde erstmals gegen Liechtenstein gespielt und im Heimspiel mit 6:1 gewonnen.

### Österreich
| Datum            | Ort              | Ergebnis | Anlass           |
| ---------------- | ---------------- | -------- | ---------------- |
| 10. Mai 2003     | Waidhofen        | 0:11     | EM-Qualifikation |
| 13. Mai 2003     | Waidhofen        | 0:11     | EM-Qualifikation |
| 26. Oktober 2011 | Bruck an der Mur | 0:3      | EM-Qualifikation |
| 1. April 2012    | Jerewan          | 2:4      | EM-Qualifikation |